# Charadrius wilsonia
El títere playero, frailecillo de Wilson, chorlo de pico grueso, chichicuilote, chorlito gritón, turillo o chorlitejo picudo (Charadrius wilsonia) es una especie de ave Charadriiforme de la familia Charadriidae de las costas americanas desde el sudeste de los Estados Unidos hasta Brasil, incluyendo las Antillas; en el Caribe es poco común. Habita todo el año en regiones subtropicales con un comportamiento migratorio.

## Características
Mide entre 16 y 20 centímetros de longitud, 10 centímetros de alto y un peso de 55 a 70 gramos.
En la época reproductiva el plumaje del dorso es de color pardo, cabeza café claro, frente blanca con una banda negra sobre ésta, la garganta y abdomen grisáceos divididos con una tenue línea café. En la época de reposo, no presenta la banda negra en la frente y la banda pectoral es poco notoria.
El pico es negro y grueso, la cola es pequeña redondeada con plumas exteriores blancas y patas largas de color rosa grisáceo.

## Hábitat
Es una especie estrictamente costera, habita en playas de arena, limo y roca, bordes de lagunas costeras, esteros y bancos de lodo en ríos y lagos.

## Alimentación
Se alimenta de pequeños crustáceos, poliquetos, moluscos e insectos.

## Subespecies
Se conocen cinco subespecies de Charadrius wilsonia:
- Charadrius wilsonia beldingi (Ridgway, 1919)
- Charadrius wilsonia brasiliensis Grantsau & Lima,P.C., 2008
- Charadrius wilsonia cinnamominus (Ridgway, 1919)
- Charadrius wilsonia rufinucha (Ridgway, 1874)
- Charadrius wilsonia wilsonia Ord, 1814